# A Revolta das bonecas (Eduardo Viana)
A Revolta das bonecas é uma pintura a óleo sobre tela de 1916 do artista português Eduardo Viana (1881-1967), um dos principais pintores da primeira geração do Modernismo em Portugal, obra que está atualmente no Museu Nacional de Arte Contemporânea, em Lisboa.
Em A Revolta das bonecas, obra maior do período de Vila do Conde (1915-17), Eduado Viana utiliza profusamente o disco simultaneísta ou órfico de Robert e Sonia Delaunay, o que consiste, segundo José-Augusto França, no "uso coisificado da abstracção", isto é, uma tentativa de ser abstrato sem conseguir fugir à coisa concreta, e aplica também a simplificação do leque de cores, combinando ritmicamente contrastes de cores puras do espectro solar.
No ano em que Portugal entra na I Guerra Mundial, Eduardo Viana, então com 35 anos, atinge com A Revolta das Bonecas, segundo a historiadora de arte Ana Vasconcelos, “o momento de modernidade e vanguarda mais pronunciado da sua obra, ele que não foi um pintor de rasgos vanguardistas”.

## Descrição
Composição com formas circulares e prismas triangulares e rectangulares em contrastes simultâneos de cor, que desconstroem figurações de bonecas minhotas, melancias ou abóboras, e algumas árvores estilizadas à direita. No centro, duas bonecas funcionam com que o foco em volta do qual se movimenta circularmente a composição.
As bonecas que se encontram no centro parecem ter sido disfarçadas, mas olhando-se para os pés consegue-se acompanhar melhor as figuras. A boneca da direita tem o braço levantado, como que a dançar o vira do Minho, não se sabendo se a “revolta” do título sugere revolução ou algo revolto, mexido.
A Revolta das Bonecas tem um lado cubista subjacente. No canto inferior direito, aparecem mesmo cubos. Talvez sejam pessoas a observar as bonecas, ainda que esta interpretação não seja consensual. Para Eduardo Viana, a pintura deveria ser independente de escolas retirando o autor dos vários movimentos apenas o que lhe interessasse, e daí que o cubismo possa ter aparecido na obra.
A forma que surge na parte inferior esquerda, estriada ou fatiada, parece ser uma abóbora, ou uma melancia. Segundo Ana Vasconcelos, ao jogar com a justaposição de cores complementares, ao juntar frutos e formas circulares, o pintor cria a sensação de movimento, podendo haver dentro de um leque aceitável várias interpretações, interpelando esta pintura a nossa capacidade de observação e compreensão.
Uma apetência abstracta perpassa pela obra, mas o figurativo sobrepõe-se encontrando nas bonecas um duplo do humano, que era preterido pelo Modernismo, o que exprime a ambiguidade desta obra e os limites da proposta do artista.
A obra foi doada pela pintora Mily Possoz, em 1957.

## Apreciação
Segundo Pedro Lapa, as expressões mais vanguardistas do Modernismo não constituiram a base orientadora da pintura de Eduardo Viana, embora o gosto pela experimentação, estimulado pelo contacto com os Delaunay e Amadeo de Souza-Cardoso, tenha conduzido a algumas realizações na segunda década do século XX, sendo A Revolta das Bonecas o exemplo extremo e mais bem conseguido dessa fase em que os valores oitocentistas são definitivamente ultrapassados.
A sugestão de profundidade da pintura tradicional desaparece com uma consciente ocupação da superfície da tela, em que os círculos órficos funcionam mais como elementos da composição do que elementos dinâmicos de decomposição tímbrica da luz, embora a distribuição da cor privilegie os contrastes simultâneos numa assimilação empírica das teorias de Robert Delaunay que, com a sua mulher Sónia Terk, vivia nessa época em Vila do Conde conjuntamente com Eduardo Viana. No sentido em que a obra de Delaunay sintetizava o entendimento formal da cor com a dimensão construtiva de Paul Cézanne, e estes aspectos eram para Viana fulcrais, a influência de Delaunay será profícua para Eduardo Viana, ainda que limitada a ideias estilísticas.
Segundo Ana Vasconcelos, “o artesanato e a produção popular são valorizados pelos modernistas. Eles estão contra o passado, contra a grande pintura histórica do século XIX, e este tipo de objetos dá-lhes um novo motivo pictórico e permite-lhes novas maneiras de representar”.
Ainda para Ana Vasconcelos, o quadro de Viana sugere Prismas Elétricos que Sonia Delaunay pintou em fins de 1913, antes portanto da Grande Guerra, a partir das luzes elétricas que são instaladas em Paris. Por outro lado, os dois círculos que vemos na zona mais à direita, em tons de azul e verde, por vezes interpretados como duas árvores estilizadas, são uma clara versão do “disco simultaneísta ou órfico” de que Sonia e Robert Delaunay eram apologistas. O “disco órfico”, não é nenhuma teoria mística, antes tem a ver com a forma como a cor e as formas são usadas na pintura. "O casal Delaunay queria demarcar-se do cubismo, aspirando à simultaneidade da nossa apreensão da tela, através da cor e da luz. Aspiravam a representar a vida nas suas múltiplas facetas, tornando-se a tela o local onde as coisas acontecem por si, não tendo a pintura que ser naturalista e retratar o que está fora dela. O ‘disco órfico’ é quase como a quarta dimensão dos cubistas: o olhar apreende o que não se vê e procura uma dimensão escondida.”

## Galeria

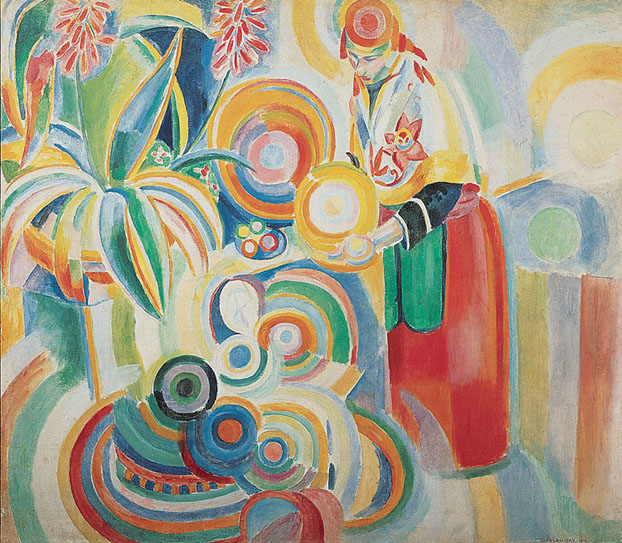
Mulher Portuguesa (1916) de Robert Delaunay, no Museu de Arte de Columbus (Ohio)
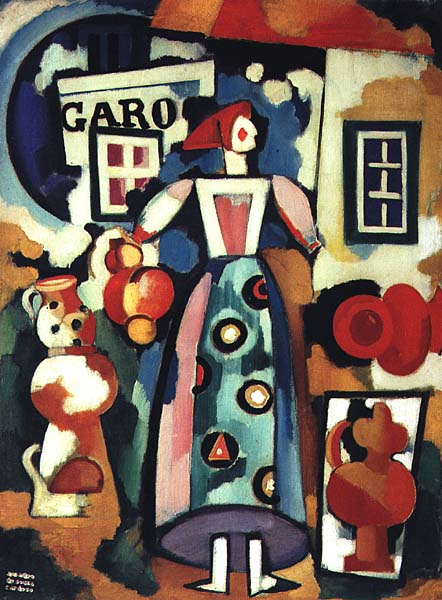
Canção Popular - a Russa e o Figaro (1916) de Amadeo de Souza-Cardoso, no Centro de Arte Moderna da Fundação Calouste Gulbenkian

### Ligação externa
- Página oficial do Museu Nacional de Arte Contemporânea,